# マイ・サンシャイン
『マイ・サンシャイン』（原題：Kings）は、2017年のフランス・ベルギー・アメリカ合衆国合作のロマンス・ドラマ映画。デニズ・ガムゼ・エルギュヴェンが監督と脚本を務め、ハル・ベリーとダニエル・クレイグが出演。
2017年9月13日に第42回トロント国際映画祭にてワールドプレミアとなった。2017年11月にはストックホルム国際映画祭の一環として3日間にわたって上映された。2018年春の拡大公開前にトリノ映画祭でも上映された。

## あらすじ
サウスセントラルの世捨て人のオビーは、子供を育てながら働くミリーを助けるようになるが、時はロサンゼルス暴動のさなかだった。

## キャスト
- ハル・ベリー - ミリー・ダンバー
- ダニエル・クレイグ - オビー・ハーディソン
- ラマー・ジョンソン（英語版） - ジェシー・クーパー
- レイチェル・ヒルソン（英語版） - ニコル・パターソン
- リッチー・スティーブンス（英語版） - ビルソン
- リック・ラヴァネロ（英語版） - キャメロ

## 製作
エルギュヴェンはラ・フェミス映画学校を卒業後2006年から本作の企画を始め、取材のためサウス・ロサンゼルスを何度も訪れ3年かけて脚本を執筆した。『マイ・サンシャイン』の製作者・出資者探しは難航し、エルギュヴェンは企画をいったん棚上げし、2011年のカンヌ映画祭のシネフォンダシヨンのワークショップで知り合ったアリス・ウィノクールと『裸足の季節』の脚本を執筆し、監督した。本作の製作は『裸足の季節』がアカデミー外国語映画賞にノミネートされるなどの成功を収めたことでようやく実現した。
主要撮影は2016年12月27日にロサンゼルスで開始した。撮影は2017年2月中旬まで続いた。

## 評価
映画批評集積サイトのRotten Tomatoesは31件の批評を基に、高評価の割合を10%、評価の平均を3.3/10、批評家の総意を「『マイ・サンシャイン』には立派な志、才能あるキャスト、驚くべき実話の礎がある。残念ながら、それらは失われた機会以上のものには成り得ていない」としている。Metacriticは17件の批評に基づき34/100の加重平均値を示している。